# Sirac
Sirac – miejscowość i gmina we Francji, w regionie Oksytania, w departamencie Gers.
Według danych na rok 1990 gminę zamieszkiwało 98 osób, a gęstość zaludnienia wynosiła 12 osób/km² (wśród 3020 gmin regionu Midi-Pyrénées Sirac plasuje się na 965. miejscu pod względem liczby ludności, natomiast pod względem powierzchni na miejscu 1233.).